# Huila
Huila é um departamento da Colômbia.
O departamento tem uma área total de 19.890 km², que representa 1,74% da superfície total do país. De acordo com o Departamento Administrativo Nacional de Estatística (DANE), sua população está estimada em 1 188 314 habitantes. Encontra-se dividido em 37 municípios, assim como numerosos sítios arqueológicos.

## Municípios
- Acevedo
- Agrado
- Aipe
- Algeciras
- Altamira
- Baraya
- Campoalegre
- Colombia
- Elias
- Garzón
- Gigante
- Guadalupe
- Hobo
- Iquira
- Isnos
- La Argentina
- La Plata
- Nataga
- Neiva
- Oporapa
- Paicol
- Palermo
- Palestina
- Pital
- Pitalito
- Rivera
- Saladoblanco
- San Agustín
- Santa María
- Suaza
- Tarqui
- Tello
- Teruel
- Tesalia
- Timana
- Villavieja
- Yaguara

## Etnias
| Cor/Raça           | Porcentagem |
| ------------------ | ----------- |
| Mestiços e Brancos | 97,78%      |
| Afro-colombianos   | 1,17%       |
| Indígenas          | 1,05%       |